# Campylopus surinamensis
Campylopus surinamensis är en bladmossart som beskrevs av C. Müller 1848. Campylopus surinamensis ingår i släktet nervmossor, och familjen Dicranaceae. Inga underarter finns listade i Catalogue of Life.